# گنگچین
گَنگَچین، روستایی بزرگ و کردنشین است از توابع بخش صومای برادوست و در شهرستان ارومیه استان آذربایجان غربی ایران.

## جمعیت
این روستا در دهستان برادوست قرار داشته و بر اساس سرشماری سال ۱۳۸۵ جمعیت آن ۲۶۸۲ نفر (۴۷۲ خانوار)
بوده‌است.

## در قدیم
فرهنگ جغرافیایی ایران ج ۴ می‌نویسد: 
گنگچین دهی است از دهستان برادوست بخش صومای شهرستان ارومیه که در ۱۳۵۰۰ گزی جنوب باختری هشتیان و ۳ هزارگزی شمال راه ارابه‌رو سرو واقع شده‌است. هوای آن سرد سالم و سکنه‌اش ۴۴۷ تن است. آب آن از چشمه تأمین می‌شود. محصول آن غلات و توتون و شغل اهالی زراعت و گله‌داری و صنایع دستی آنان جاجیم‌بافی و راه آن ارابه‌رو است و می‌توان اتومبیل برد.